# Albert Torres i Bosch
Albert Torres i Bosch (Barcelona, 11 de febrer de 1950 - 16 de novembre de 2022) va ser un dirigent veïnal català, que va treballar com a funcionari, fill de l'activista gracienc Llibert Torres i Nòria.
Vinculat tota la vida al carrer Camprodon, va ser president de la Federació Festa Major de Gràcia i impulsor del Club de Futbol Gràcia durant gairebé vint anys fins tardor de 2006. Sota la seva gestió va aportar estabilitat econòmica a l'organització gràcies a la col·laboració amb empreses i l'acord amb les administracions públiques.
Durant el seu mandat es van actualitzar els estatuts de la Federació i el 1997 la festa major va ser declarada festa d'interès nacional per la Generalitat de Catalunya. En la seva última etapa com a president va coprotagonitzar el procés de debat sobre les celebracions. L'abril de 2006, el Districte va reconèixer els seus mèrits amb la concessió del Premi Vila de Gràcia, en la categoria d'honor individual. El 2007 va rebre la Medalla d'Honor de Barcelona.